# Félix Rodríguez
Ne doit pas être confondu avec Félix Rodríguez (football).
Félix Ismael Rodríguez Mendigutia (né en 1941 à La Havane) est un cubain anti-castriste naturalisé américain et ancien officier de la CIA connu pour son implication dans le débarquement de la baie des Cochons où il travailla avec Howard Hunt, et pour son rôle dans l'exécution du commandant guérillero Che Guevara en Bolivie. Il participa aussi à la guerre du Viêt Nam où il entraîna des unités qui participèrent au controversé programme Phoenix. Rodríguez fut également impliqué dans l'affaire Iran-Contra où il avait des liens directs avec George Bush père. Il est actuellement président d'un musée et d'une association d'ancien combattants de la Baie des Cochons à Miami.

### Autobiographie en anglais
- Rodriguez, Felix I. and John Weisman. Shadow Warrior/the CIA Hero of a Hundred Unknown Battles. New York: Simon & Schuster, 1989.
  - Book review of Rodriguez' autobiography, online at: "Memoirs of the Man the White House Said Didn't Exist", book review of The Shadow Warrior, by Robert Parry, Washington Monthly, November 1989.

### Autres références en anglais

#### Cuba, Che Guevara, Bolivie
- The Castro Obsession: U.S. Covert Operations Against Cuba, 1959-1965, Don Bohning, (2005)
- Cocaine Politics: Drugs, Armies, and the CIA in Central America, PD Scott, J Marshall, (1998)
- Cuban Information Archives. [Miami-based]
- Bay of Pigs documents GWU National Security Archives and 40th anniversary conference papers, GWU National Security Archives.
- Fabian Escalante, The Secret War: CIA Covert Operations Against Cuba, 1959-62 [1995]
- Statement of Information: Hearings Before the Committee on the Judiciary, House of Representatives. United States. Congress. House. Committee on the Judiciary. 1974. "specially trained to capture documents of the Castro government"
- Tangled Webs Vol. I - Page 73, by Gyeorgos Ceres Hatonn
- Detail Information on the Bay of Pigs Invasion — Includes maps of the Invasion and Documents.
- History of Cuba — Bay of Pigs Invasion.
- "The Panama Invasion Revisited: Lessons for the Use of Force in the Post Cold War Era", Eytan Gilboa, Political Science Quarterly, Vol. 110, No. 4 (Winter, 1995), p. 539–562
- Cocaine Politics: Drugs, Armies, and the CIA in Central America, PD Scott, J Marshall (1998)
- PBS's Frontline: Thirty Years of America's Drug War: A Chronology
- CIA man recounts Che Guevara's death

#### Viêt Nam: Opération Phoenix
- Douglas Valentine, The Phoenix Program (1990)
- Seymour Hersh, Cover-Up, Random House, 1972
- Long Time Passing, by Myra MacPherson, Signet, 1984
- Documents from the Phoenix Program
- Senate Review of Phoenix Program
- CIA and Operation Phoenix in Vietnam, Ralph McGehee, ex-CIA
- Phoenix Program Bibilography

#### Affaire Iran-Contra
- Lawrence E. Walsh, "Final Report of the Independent Counsel for Iran/Contra Matters," August 4, 1993, Washington, DC,  (ISBN 0-671-66721-1).
- "Iran-Contra's Untold Story," by Robert Parry and Peter Kornbluh, Foreign Policy, No. 72 (Autumn, 1988), p. 3–30